# Donez (Schiff, 1923)
Die Donez war ein ehemaliger Frachtdampfer namens Syra, der von der deutschen Kriegsmarine zu einem U-Boot-Tender umgebaut und im Zweiten Weltkrieg als Weichsel eingesetzt wurde. Nach dem Krieg wurde das Schiff zunächst britische, später sowjetische Kriegsbeute und von der sowjetischen Marine als Donez bis 1960 eingesetzt.

## FrachtschiffSyra
Die 2465 BRT große Syra lief im Mai 1923 bei den Howaldtswerken in Kiel vom Stapel. Sie fuhr für die Deutsche Levante-Linie (DLL), ab 1926 für die HAPAG.

## Kriegsmarine
Am 28. August 1936 wurde das Schiff von der Kriegsmarine gekauft. Nach Umbau in den Stettiner Oderwerken wurde es am 7. April 1937 unter dem Namen Weichsel als U-Boot-Tender in Dienst gestellt. Es war 106,7 m lang, 13,5 m breit und hatte einen Tiefgang von 5,23 m. Die Wasserverdrängung betrug 3974 t standard bzw. 5090 t maximal. Eine Verbunddampfmaschine mit dreifacher Dampfdehnung erlaubte eine Höchstgeschwindigkeit von 12 kn. Die Stammbesatzung bestand aus 222 Mann, die Bewaffnung aus einer 8,8-cm-Flak, vier 3,7-cm-Flak und vier 2-cm-Flak.  
Die Weichsel wurde zunächst der 1. U-Flottille zugeteilt, kam dann am 4. Oktober 1937 zu der an diesem Tage neu aufgestellten 3. U-Flottille, im März 1938 wieder zur 1. U-Flottille, und während des Krieges zur 22. U-Flottille in Gotenhafen. 

## Verbleib
Bei Kriegsende lag das Schiff in Wilhelmshaven. Es wurde britische Kriegsbeute und fuhr 1945/46 unter dem Namen Royal Rupert. Nachdem es zur sowjetischen Kriegsbeute erklärt worden war, wurde es am 8. Februar 1946 an die sowjetische Marine übergeben. Am 24. Juli 1946 kam es im Nordmeer an, und am 22. August 1946 wurde es in der Nordflotte unter dem Namen Donez (russ.: Донец) in Dienst gestellt. Das Schiff wurde am 1. Dezember 1960 außer Dienst gestellt und ab 18. Januar 1961 abgewrackt.